# Muzeum Karla Maye
Muzeum Karla Maye (německy Karl-May Museum) je muzeum v Sasku, Německu. Bylo založeno v roce 1928 a jeho cílem je připomenutí díla německého spisovatele dobrodružné literatury Karla Maye a popularizace severoamerických kultur. Sídlí ve městě Radebeul nedaleko Drážďan.

## Historie
Po smrti Karla Maye 30. března 1912 jejich společnou Villu Shatterhand obývala pouze jeho manželka Klára. Roku 1926 nechala Klara Mayová v zahradě Villy Shatterhand vybudovat dřevěný srub se záměrem založit zde muzeum. Tento úkol byl svěřen vídeňskému cirkusovému umělci Pattymu Frankovi (vlastním jménem Ernst Tobis, který vlastnil rozsáhlou sbírku indiánských artefaktů. 1. prosince 1928 bylo muzeum otevřeno. Byla vystavena Frankova sbírka předmětů severoamerických indiánů, které dlouhá léta shromažďoval. Spolu s exponáty, které shromáždili Karel a Klára Mayovi, obsahuje kolekce kolem 1900 položek. Zvláštní pozornost na výstavě měli indiáni ze Severní Ameriky. Nové muzeum se okamžitě stalo velmi populárním u široké veřejnosti.
V roce 1936 bylo muzeum rozšířeno o dvě místnosti, kde byla zřízena i pamětní síň Karla Maye. Po druhé světové válce a po smrti Mayovy ženy Kláry v roce 1944 bylo kvůli politice NDR převezeno vybavení Villy Shatterhand do Bambergu v západním Německu, do sídla taktéž přestěhovaného nakladatelství Karl-May-Verlag. Zde byly interiéry nainstalovány a až do roku 1995 byly i veřejně přístupné jako "Karl-May Museum". V roce 1956 byl také změněn název radebeulského muzea z „Muzeum Karla Maye“ na „Indiánské muzeum Nadace Karla Maye “.
V roce 1985 byla k muzeu připojena i Villa Shatterhand se výstavou o životě a díle Karla Maye, jejíž návštěvnost byla velice vysoká.
V roce 1992 byl tzv. Karl-May-Hain (Háj Karla Maye), který se nachází naproti Ville Shatterhand, přebudován na veřejný městský park.
Na jaře 1995 byly po navrácení inventáře z Bambergu tři nejdůležitější místnosti památkově chráněné budovy navráceny do původního stavu: přijímací salon (také místnost Saschy Schneidera) v přízemí a knihovna a studovna Karla Maye v prvním patře. O několik měsíců později byl na zazděné verandě zřízen pokoj Kláry Mayové.
V roce 2012 byla otevřena třetí budova muzea, a to "Villa Nscho-tschi", která slouží pro různé vzdělávací programy.

### Ředitelé muzea
- Patty Frank (po jeho smrti muzeum nechala muzeum otevřené jeho vdova Marie a po její smrti zaměstnanci Nadace Karla Maye)
- Paul Siebert (od září 1961
- René Wagner (do prosince 2013)
- Claudia Kaulfuß (do února 2018)
- Ralf Harder (prozatímní; do dubna 2018)
- Dr. Christian Wacker (duben 2018 až polovina května 2020)
- René Wagner (prozatímní; od poloviny května do konce června 2020)
- Dr. Volkmar Kunze (výkonný ředitel) a Robin Leipold (vědecký ředitel) (od července 2020

## Komplex muzea
Muzeum sídlí v několika budovách v saském Radebeulu, propojených parkem. Jsou to:
- Villa Shatterhand, (od roku 1985), expozice Karel May: Život a dílo
- Villa Bärenfett (Medvědí sádlo), (od roku 1928), expozice Indiáni Severní Ameriky
- Villa Nscho-Tschi (Nšo-či), (od roku 2012), slouží pro vzdělávací programy
- Villa Winnetou (Vinnetou), (od roku 2023?)

## Expozice a výstavy
Stálé expozice:
- Karel May: Život a dílo
- Indiáni Severní Ameriky

Výstavy:
- výstavní síň ve Ville Bärenfett (roční tematické výstavy)
- kabinetní výstavní prostor ve Ville Shatterhand (doplňkové výstavy)

Archiv výstav: